# EasyJet

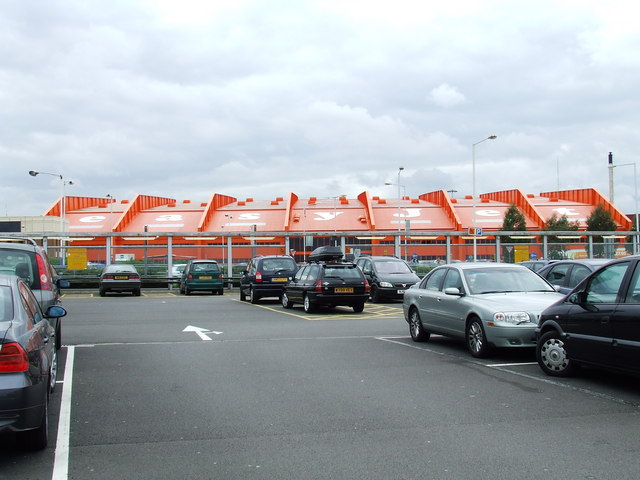
Hangar 89, la sede del EasyJet

EasyJet (estilizado como easyJet; oficialmente easyJet Airline Company Limited) es una aerolínea británica de bajo costo con sede en el Aeropuerto de Londres-Luton, propiedad de EasyGroup, cuyo accionista mayoritario es Stelios Haji-Ioannou. Está domiciliada en la dependencia de la Corona Británica de Jersey. Otros accionistas mayoritarios son Polys Haji-Ioannou e Icelandair.
EasyJe opera 830 rutas por toda Europa y 104 entre Europa y aeropuertos del norte de África. Sus pasajes se vende directamente al usuario por Internet o por teléfono sin necesidad de pasar por agencias de viajes. Recientemente varias webs de viajes en línea permiten reservar vuelos de EasyJet desde sus propias páginas utilizando la tecnología de scrapping.
Para reducir costos, EasyJet subcontrata buena parte de sus actividades a terceras empresas, no incluye el precio de la comida en los vuelos aunque cuenta con comida fría y caliente así como bebidas y regalos a precios más bajos que en el aeropuerto. No emite billetes, todos los asientos de sus aviones son de clase turista y en noviembre de 2012 empezó a asignar asientos a los pasajeros. El embarque se hace por grupos de prioridad, generalmente otorgados por el orden en que los pasajeros facturan sus equipajes. A diferencia de otras compañías de bajo coste, easyJet vuela a los principales aeropuertos europeos. Al igual que otras compañías de bajo coste, cobra un suplemento a sus pasajeros por facturar su equipaje), medida que es legal en España.
En España, la compañía ha subcontratado el servicio a ciertas empresas como Flightcare (filial del grupo FCC), Menzies Aviation, Clever o Acciona Airportservices, encargados de facturación y rampa.
easyJet pertenece a la Asociación de Aerolíneas Europeas de Bajo Coste, o ELFAA, en sus siglas inglesas (European Low Fares Airline Association).

## Historia

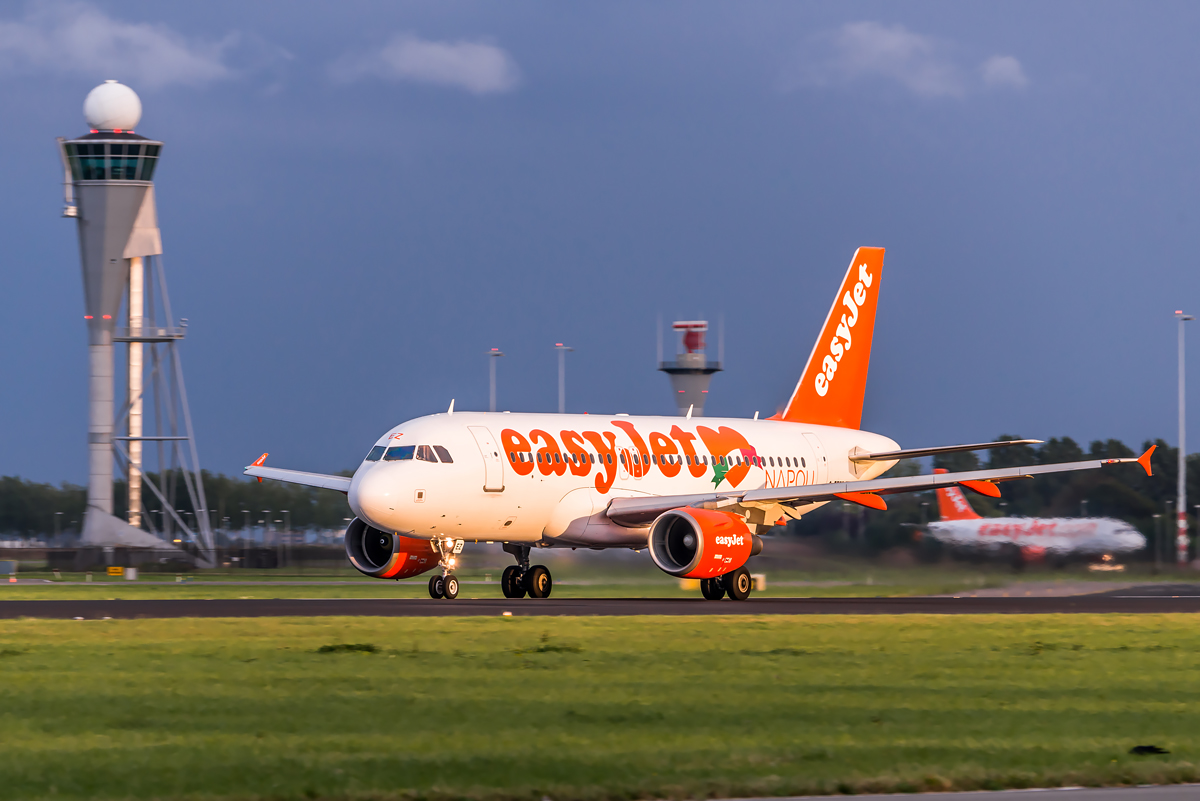
Un Airbus A319 de EasyJet en el Aeropuerto de Ámsterdam-Schiphol

easyJet se ha expandido con rapidez desde su fundación, en gran parte por sus numerosas adquisiciones. Su expansión también se ha visto favorecida por un incremento en la demanda del consumidor hacia vuelos de bajo costo.
La compañía fue fundada el 18 de octubre de 1995 por Stelios Haji-Ioannou, realizando su vuelo inaugural desde Londres-Luton el 10 de noviembre de ese mismo año con destino a Glasgow. Por aquel entonces tenía arrendados los aviones y el personal y no fue hasta abril del 1996 cuando compró su primer avión en propiedad. Este año empezó también los vuelos internacionales de Londres a Ámsterdam, Niza y Barcelona. En octubre de 1997, la compañía recibió su Air Operating Certificate. 
En marzo de 1998, easyJet adquirió un 40% de las participaciones de la compañía chárter suiza TEA Basle AG, equivalente a tres millones de francos suizos. La compañía fue renombrada como easyJet Switzerland y comenzó a operar como una franquicia el 1 de abril de 1999, habiendo trasladado su cuartel general al aeropuerto internacional de Ginebra, la primera base de aviones fuera del Reino Unido.
En el 2001, easyJet abrió su base en el aeropuerto Gatwick de Londres, y entre 2003 y 2007, otras tantas en Alemania, Francia, Italia y España, adquiriendo una importante presencia en el continente europeo.
El 16 de mayo de 2002, easyJet anunció su intención de comprar la aerolínea rival, London Stansted, valorada en 374 millones de libras, y Go Fly, la filial de bajo coste de British Airways. easyJet heredó así tres nuevas bases: En el Aeropuerto internacional de Bristol, en East Midlands y en London Stansted. La adquisición casi dobló el número de Boeing 737-300 en la flota de la compañía.
El 25 de octubre de 2007 anunció el acuerdo de compra del capital compartido al completo de GB Airways Ltd, una franquicia de British Airways. El trato se saldó con 103,5 millones de libras y sirvió para expandir las operaciones de easyJet y para abrir una nueva base en el aeropuerto de Mánchester. Se incorporaron 19 nuevos destinos desde el Aeropuerto de Londres Gatwick y el de Aeropuerto de Mánchester.
easyJet concretó su salida a bolsa en la Bolsa de Londres en el año 2000.

## Marketing
Gran parte de su estrategia de mercado se basa en "poder permitirse volar, como adquirir un par de pantalones vaqueros". Su primer anuncio consistía en poco más que el teléfono de reservas de la compañía impreso en naranja brillante sobre uno de los lados del avión.
Desde que se estableció, easyJet ha usado numerosos eslóganes. Su actual eslogan "Vamos, volemos", es un reflejo de la imagen fresca y alegre que la aerolínea busca transmitir. easyJet se nombró a sí misma con anterioridad "la aerolínea favorita de la red", en contraposición al eslogan de Ryanair "La aerolínea favorita del mundo". Este lema se eligió al venderse una elevada proporción de los asientos a través de la página web de la compañía, easyjet.com, más que ninguna otra.

## Políticas de igualdad
En 2017, la directora general de la aerolínea, Carolyn McCall, anunció que la empresa easyJet puso en marcha el "programa Amy Johnson" con el nombre de la pionera inglesa de la aviación, con el objetivo de que en el 2020, el 20% de sus pilotos fueran mujeres.

## Aeropuertos sede central

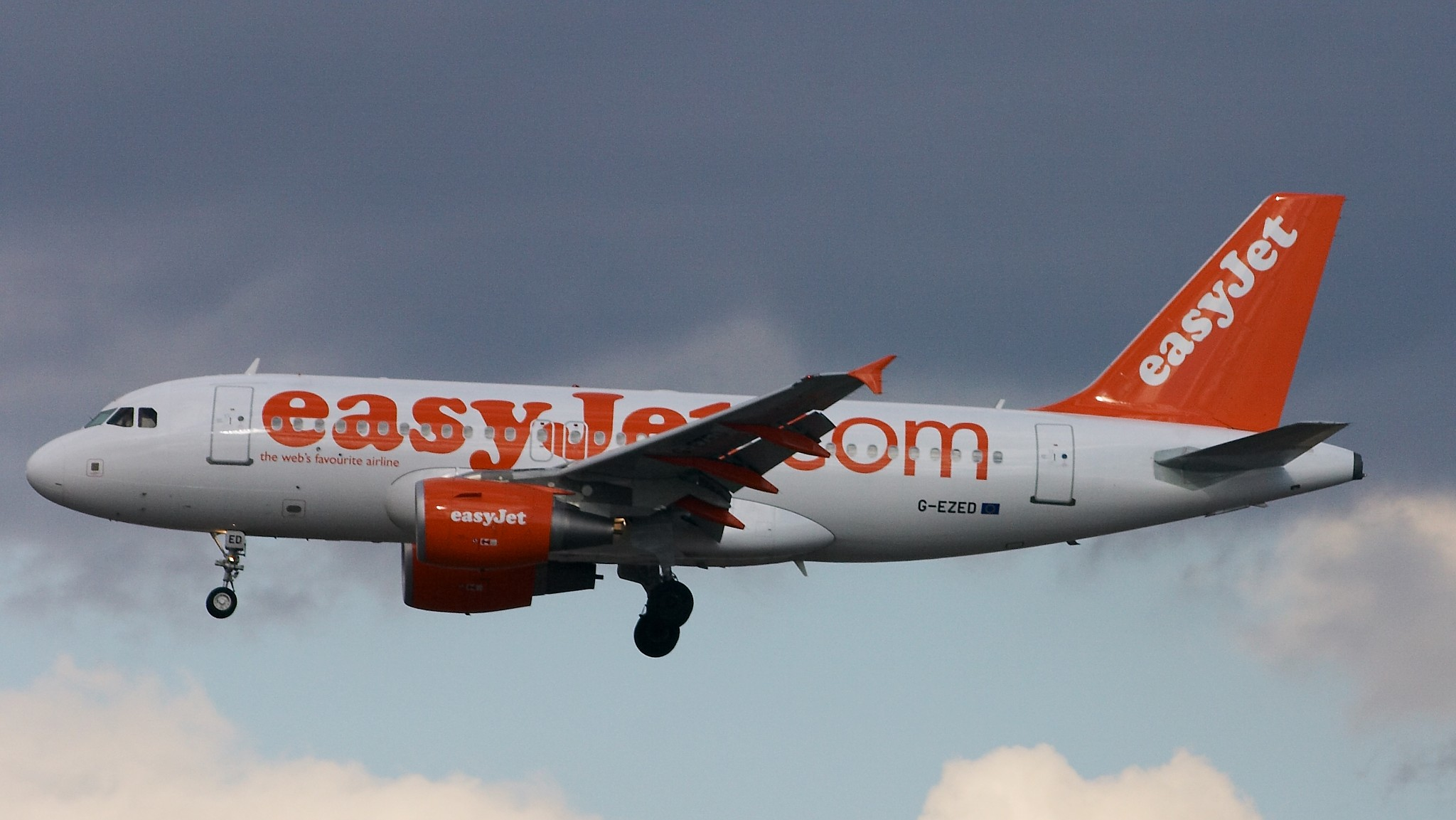
Airbus A319 de easyJet en aproximación final al aeropuerto de Madrid-Barajas.

EasyJet utiliza como aeropuertos base: 
| Aeropuerto                                  | Código del aeropuerto | Ciudad              | País         | Notas                      |
| ------------------------------------------- | --------------------- | ------------------- | ------------ | -------------------------- |
| Aeropuerto de Londres Luton                 | LTN                   | Luton               | Reino Unido  | -                          |
| Aeropuerto de Londres Gatwick               | LGW                   | Crawley             | Reino Unido  | -                          |
| Aeropuerto de Londres Stansted              | STN                   | Bishop's Storford   | Reino Unido  | -                          |
| Aeropuerto Internacional de Belfast         | BFS                   | Aldegrove           | Reino Unido  | -                          |
| Aeropuerto Internacional de Schönefeld      | SXF                   | Berlín              | Alemania     | -                          |
| Aeropuerto Internacional de Bristol         | BRS                   | Brístol             | Reino Unido  | -                          |
| Aeropuerto de Edimburgo                     | EDI                   | Edimburgo           | Reino Unido  | -                          |
| Aeropuerto Internacional de Glasgow         | GLA                   | Glasgow             | Reino Unido  | -                          |
| Aeropuerto de Liverpool John Lennon         | LPL                   | Liverpool           | Reino Unido  | -                          |
| Aeropuerto Internacional de Malpensa        | MXP                   | Milán               | Italia       | -                          |
| Aeropuerto de Newcastle                     | NCL                   | Newcastle upon Tyne | Reino Unido  | -                          |
| Aeropuerto de París-Orly                    | ORY                   | París               | Francia      | -                          |
| Aeropuerto de París-Charles de Gaulle       | CDG                   | París               | Francia      | -                          |
| Aeropuerto de Lyon-Saint Exupéry            | LYS                   | Lyon                | Francia      | -                          |
| Aeropuerto de Mánchester                    | MAN                   | Mánchester          | Reino Unido  | -                          |
| Aeropuerto de Ginebra                       | GVA                   | Ginebra             | Suiza        | Para easyJet Switzerland   |
| Aeropuerto de Roma-Fiumicino                | FCO                   | Fiumicino           | Italia       | Cierra operaciones en 2016 |
| Aeropuerto Internacional Marco Polo         | VCE                   | Tessera             | Italia       | Inicia operaciones en 2016 |
| Aeropuerto de Nápoles-Capodichino           | NAP                   | Nápoles             | Italia       | Operativa desde 2015       |
| Aeropuerto de Oporto-Francisco Sá Carneiro  | OPO                   | Oporto              | Portugal     | Operativa desde 2015       |
| Aeropuerto de Ámsterdam-Schiphol            | AMS                   | Ámsterdam           | Países Bajos | Operativa desde 2015       |
| Aeropuerto de Londres-Southend              | SEN                   | Essex               | Reino Unido  | -                          |
| Aeropuerto Internacional de Niza-Costa Azul | NCE                   | Niza                | Francia      | -                          |
| Aeropuerto de Toulouse-Blagnac              | TLS                   | Toulouse            | Francia      | -                          |
| Aeropuerto de Hamburgo-Fuhlsbüttel          | HAM                   | Hamburgo            | Alemania     | -                          |
| Aeropuerto de Lisboa                        | LIS                   | Loures              | Portugal     | -                          |
| Aeropuerto de Barcelona                     | BCN                   | Barcelona           | España       | -                          |

## Flota

### Flota Actual
Actualmente, easyJet posee una flota de los siguientes aviones (a febrero de 2024):
easyJet devolvió en 2006 los antiguos Boeing 737-300 a sus respectivos propietarios y en noviembre de 2011 sus Boeing 737-700
La edad media de los aviones es de 10,4 años (a febrero de 2024).

## Accidentes e incidentes
El 3 de julio de 2017, el vuelo U26913 que hacía la ruta entre Edimburgo y Múnich, tras una aproximación ILS se produjo un fallo en el FMC que afectó al pilotaje automático y el auto thrust, que tuvieron que ser desconectados. El avión pudo aterrizar en modo completamente manual, produciéndose un aterrizaje duro que dañó el tren de aterrizaje, sin que se produjesen heridos, volviendo el avión al servicio poco después.
DATOS:
Avión Airbus A319-100, matrícula G-EZAW.
Vuelo U2-6913, entre Edimburgo y Múnich.
Fecha 03/07/2017
155 ocupantes (149 pasajeros y 6 miembros de la tripulación).
Comandante= 11.179 horas (9.300 OT)
Primer Oficial= 1.644 horas “On Type” (no se facilita número de horas totales de experiencia).